# Athenaeus van Attaleia
Athenaeus van Attaleia was een oud-Grieks arts uit de 1e eeuw. Hij wordt beschouwd als de vader van de pneumatische school in de antieke geneeskunde en was een volgeling van Posidonius. Hij werd geboren in Anatolië, in Attaleia, Pamfylië (volgens Claudius Galenus) of Tarsos, Cilicië (volgens Caelius Aurelianus). Zijn belangrijkste werk is Περὶ βοηθημάτων "over genezing".